# 愚地克巳
愚地 克巳（おろち かつみ）は、板垣恵介の漫画作品『グラップラー刃牙』シリーズに登場する人物。空手道団体・神心会館長愚地独歩の養子。加藤清澄の弟子。

## プロフィール
- 年齢：20歳（最大トーナメント編）、21歳（野人戦争編）
- ファイトスタイル：神心会空手
- 身長：186.5センチメートル
- 体重：116キログラム

### 担当声優
- 瀧川英次（ゲーム『グラップラー刃牙 バキ最強列伝』）
- 藤原啓治（テレビアニメ第1作、パチンコ版）
- 前川優子（テレビアニメ第1作・幼少時）
- 川原慶久（テレビアニメ第2作）

## 人物
ベンチプレス300キロ、100メートル10秒台という規格外の体力を持ち、「空手を終わらせた男」「空手界の最終兵器（リーサルウェポン）」などと称される。実践空手だけではなく型空手も完璧にこなすうえ、独歩が30歳で達成したビン切りを20歳で成功させる才能を持ち、独歩からは「俺より強い」と認められている。
幼少時は実父とともに「ミズノサーカス」で働いていた。当時わずか5歳でありながら、象との綱引きや空中ブランコなどで驚異的な身体能力を発揮。実父が団のライオンに襲われ死亡する事故を契機に、独歩に引き取られる。

## ファイトスタイル
規格外の身体能力と才能をもって義父直伝の神心会空手を振るう。徳川には「気持ちのいいくらい正統派な空手」と称されており、実戦で使用される機会の少ない高等技術をも軽々と使いこなす。一方、中国拳法など他流派に交わって新技術を開発する柔軟性も見せている。
下段突き
真下に向けて突きを放つ。コンクリートブロック三枚を粉砕する威力を誇る。
蹴り足ハサミ殺し
敵の打突を肘打ちと膝蹴りで挟み潰す技。しかし規格外の威力をもつ花山のパンチに対しては通用しなかった。
蹴り込んだ水月を踏み台に肩へ駆け上がっての蹴り
作者曰く実在の技で、習得には自己を発狂寸前にまで追い込む荒行を必要とするという。
作中では、金的を蹴り上げて膝を付かせ、水月を蹴り込み、肩へ駆け上がって膝蹴りで顎を打ち上げ、全体重を乗せた肘打ちを顔面に叩き落とす。
正中線四連突き
飛び上がりながら、正中線上の急所（顔面、喉、水月、金的など）を打突する。
オール急所五連撃
一瞬のうちに身体の急所（舌根、雁上、稲妻、夜光、伏兎）に打撃を入れる。
マッハ突き
「音速拳」とも呼ばれる。背骨を含む全身27箇所の関節の回転を連結加速させ、音速を超える打突を放つ。発動の際には衝撃波が発生し、破裂音を生じる。
真マッハ突き
骨の関節を増やすイメージにより、マッハ突きがさらなる高速度に至ったもの。
その研鑽には烈海王と郭海皇の協力を得ており、また脱力や菩薩の拳などの要素も含まれている。
片手打ちでも音速を超える術理を全身で行うため、従来のマッハ突きよりも大幅に高速化。その衝撃波は道場の窓ガラスを全て吹き飛ばし、空気の壁で拳足が自壊するほどの速度に達する。
術理の応用により、正拳のみならず全ての打撃を超音速化可能。続編のバキ道では更なる研鑽によってピクル戦時よりも完成度の高い『骨格の鞭化』に到達している
当てない打撃
マッハ突きの最終形。鞭は振り戻す瞬間にこそ最高速度に達するという原理を応用したもの。
打突をあえて当てず、腕を相手に当てる直前に急激に引き戻すことで、真マッハ突きをも上回る速度に達し、甚大な衝撃波で相手を打倒する。同時にソニックブームによって自らの拳足も完全に崩壊する。劇中では右腕の肉が弾け飛び、肘から先は手首を残してわずかな筋肉と骨だけと化した。
現在最も進化した打撃として父独歩や刃牙を驚嘆させ、観戦していた郭海皇には「ものの数日で武を50年は進化させた」と言わしめている。
対武器術
敵の刃物や打突を打ち払った後、片足だけで膝、金的、水月、喉を蹴り抜く。

## 作中での活躍

### 『グラップラー刃牙』
最大トーナメント編
作中での初登場は最大トーナメント編の1話。神心会では世界大会用の切り札として温存されていた。
範馬勇次郎との対決に敗れた独歩が、神心会の面子を保つために地下闘技場の最大トーナメントへ参加させた。当初は非凡な才能をひけらかす高慢な性格で、途中、夜叉猿Jrの乱入などの一幕で刃牙と対立することもあった（刃牙と直接対決することはなかった）。
1回戦では師同士が因縁を持つローランド・イスタスと対戦。腕を振り下ろした遠心力で外された肩の関節を戻し、さらには完璧に決まった腕固めから片腕一本で脱出。独歩越えを宣言のち快勝。
2回戦の花山薫との対戦では大いに苦戦するが、自分の慢心を反省し、天才ゆえに知らなかった闘う喜びを認識しつつ、温存していた「マッハ突き」を解禁し辛勝。
3回戦では近代空手の代表として、中国拳法の代表烈海王に臨むものの、見えない目潰しで機先を制され、マッハ突きを放ちかけたところでカウンターの一撃を受け倒されてしまう。

### 『バキ』
最凶死刑囚編
最大トーナメント戦後は、「中国拳法に負けたなら、空手の歴史に意味はない」と看板を下ろした独歩に対し、「中国拳法から学んでいない部分があるなら、それを取り入れる」と前向きな姿勢をみせ、神心会の長と成り代わる。早速、烈海王を特別コーチに招いて訓練を重ねるが、独歩を訪ねてきたドリアンに不意打ちされ、首に重傷を負う。これで「試合と本番」というものを改めて考え直した克巳は、加藤清澄を師として実戦的な戦い方を模索。高じて、素手を旨とする空手家にありながら武器使用を肯定するなど、空手家の精神を損ないかけたが、直後に独歩からその浅はかさを指摘されている。これを受け、武器を使わず四肢を刃物とする鎬昂昇もコーチに招いた。
その後、烈海王の保護したドイルの乱入に対する初動の遅さが災いして道場を爆破された。これにより全身に第二度火傷を負うが、ドイルの凶器攻撃を対武器術で終始圧倒し顔面を破壊する。しかし、終始敗北を認めなかったドイルに対し「これ以上、壊すことは出来ない」とし自らの敗北を宣言する。ドイルもまた克巳に対して敗北を認めたため、友としてその亡命を手助けし、絆として正拳突きと黒帯を授けた。

### 『範馬刃牙』
野人戦争編
他の格闘士同様ピクルに夜這いをかけるが、範馬勇次郎に覚悟のなさを看破され屈辱を味わう。これを契機に精神的な成長を遂げたのか、勝ち負けとは無関係にピクルとの対戦を熱望するようになる。
かつて「勝てる気がしない」と恐れていた独歩を不意打ち一撃で失神させた上、烈海王と郭海皇にマッハ突きのさらなる研鑽を促され、技の大幅な改良に成功。家族と拳友、さらに都下の門下生五万五千人に見守られ、東京ドームでピクルに挑んだ。
試合では真マッハ突きや当てない打撃を駆使し、拳足を自壊させながらピクルから幾度もダウンを奪う。だが、結果としてピクルを倒す前に負傷が限界を超え、戦闘不能になったところで右腕を噛み千切られ敗北。しかしピクルが克巳の奮戦に畏敬の念を抱いたため肉体を食されることはなく、また父と門下生から神心会新館長としての信頼をも得た。後日、見舞いへと訪れた刃牙にピクルへの挑戦を託す。
地上最強の親子喧嘩編
右腕を失ったことに悲観してはおらず、むしろ本人は新たに「隻腕」という個性を手に入れたと肯定的に捉えており、剣術の一刀流の思想にも通ずる新たな武の追求を続けている。刃牙と勇次郎の親子喧嘩はテレビで鑑賞する。

### 『刃牙道』
武の追求を続けて「隻腕」という個性をものにしつつあり、渋川との組手では「総毛立った」と言わせる程であった。独歩が宮本武蔵に敗北したことに対しては烈海王に「武蔵と戦うとしても、敵討ちではなく愚地克巳個人として挑む」と語っている。

### 『バキ道』
光成から大相撲と戦わないかと誘われるが、自身の「隻腕空手」はいまだに完成とは程遠いからと一度は断る。しかし光成から宮本武蔵との戦いで死んだ烈海王との共闘を提案され、その後東京スカイツリー地下で密かに保管していた烈の右腕を見せられた。克巳はその事実とその腕の持つ珠玉の価値を知るがゆえに激昂したが、周囲の説得と葛藤を経て、最終的に移植手術を受け入れる。
大相撲との対抗戦では解説から「片腕ブラックジャック」と紹介を受けて四鋒で獅子丸と対決。右腕が自身の意図しない行動や「中国的」な手の握り方をしていると気づく。獅子丸を圧倒し、寸止めで試合を辞め、敗けで闘いを終えた。十分に大相撲の凄さを堪能しており、あれ以上続行して獅子丸を壊すことはできないと語る。

## その他
相撲編にて、死んだ烈の右腕を移植する展開は、夢枕獏のアイデアによるもの。
夢枕獏のスピンオフ小説版『ゆうえんち』の主人公である葛城無門は、克巳の兄である。
克巳のマッハ突きは、交流のあった烈海王がスピンオフ『バキ外伝 烈海王は異世界転生しても一向にかまわんッッ』で決め技として用いている。連載タイミングとしては相撲編とほぼ同時期にあたる。